# Rabo-espinhoso-malhado
O Rabo-espinhoso-malhado (Telacanthura ussheri) é uma espécie de andorinhão da família Apodidae.
Pode ser encontrada nos seguintes países: Angola, Benin, Burkina Faso, Camarões, República Centro-Africana, República do Congo, República Democrática do Congo, Costa do Marfim, Guiné Equatorial, Gabão, Gambia, Gana, Guiné, Guiné-Bissau, Quénia, Libéria, Malawi, Mali, Moçambique, Níger, Nigéria, Senegal, Serra Leoa, Somália, África do Sul, Tanzânia, Togo, Uganda, Zâmbia e Zimbabwe.